# さばみぞれ
さばみぞれは、日本のイラストレーター。主にライトノベルの挿絵を担当する。

## 作品リスト

### 挿絵
- 声優ラジオのウラオモテ（電撃文庫、著：二月公）
- 夢見る男子は現実主義者（HJ文庫、著：おけまる）
- カノジョの妹とキスをした。（GA文庫、著：海空りく）
- 隣の席になった美少女が惚れさせようとからかってくるがいつの間にか返り討ちにしていた（モンスター文庫、著：荒三水）[1]
- 大親友が女の子だと思春期に困る ようこそ1000分の1秒の世界へ!（MF文庫J、著：赤福大和）
- 最強にウザい彼女の、明日から使えるマウント教室（ガガガ文庫、著：吉野憂）

他